# Via Quattro Novembre

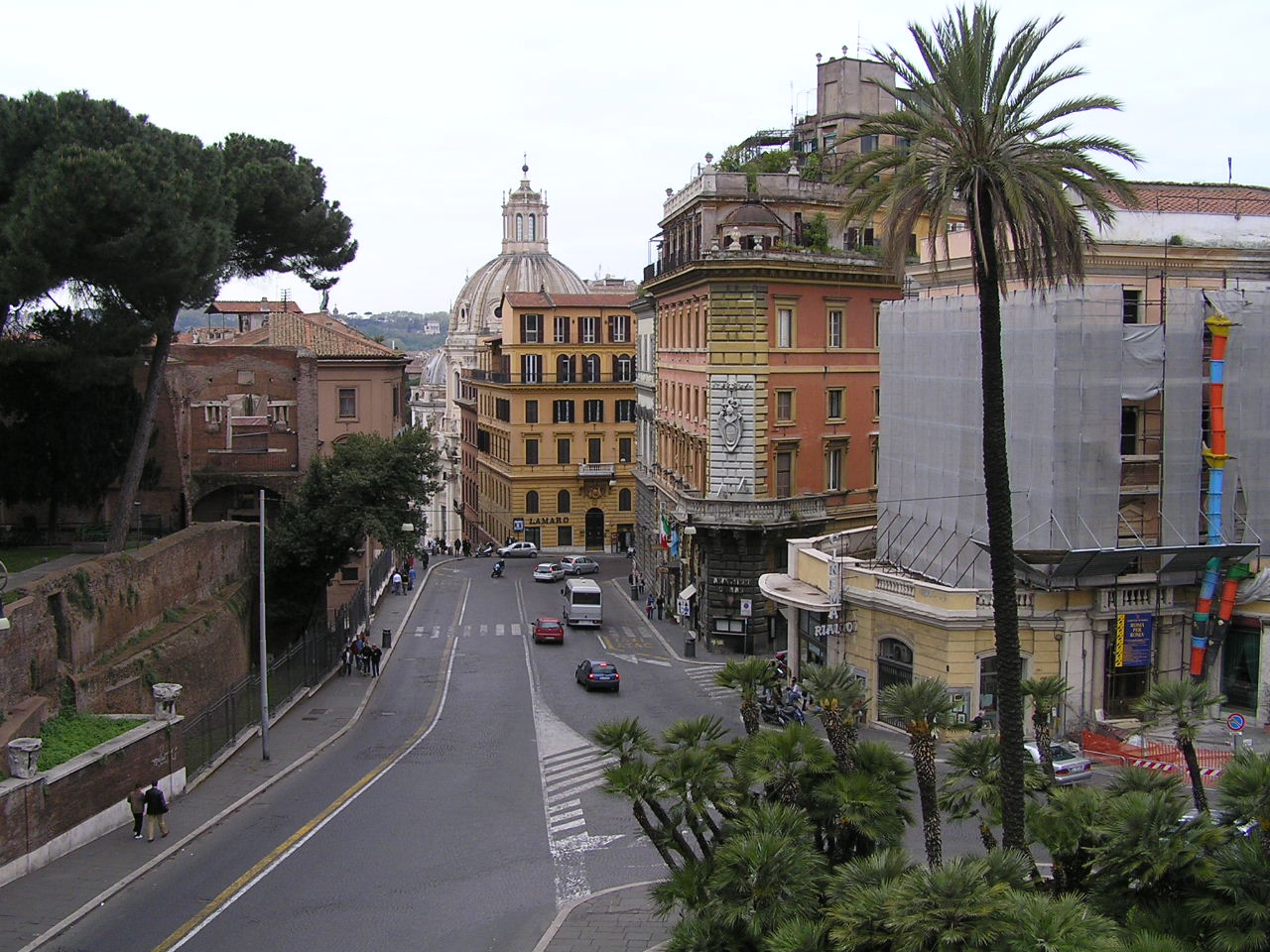
De Via Quattro Novembre

De Via Quattro Novembre is een weg in Rome.
De Via Quattro Novembre is een korte weg, die al na een paar meter de naam Via Cesare Battisti krijgt. De Via Cesare Battisti is ook vrij kort en verbindt de drukke Via Nazionale met de Piazza Venezia. De Via IV Novembre dankt zijn naam aan de Italiaanse overwinning tijdens de Eerste Wereldoorlog op 4 november 1918 op Oostenrijk-Hongarije, dat zich daarop overgaf aan de Italianen.